# Chiesa della Natività degli Stroganov
La chiesa della Natività degli Stroganov' (in russo Рождественская (Строгановская) церковь?, Roždestvenskaja (Stroganovskaja) cerkov), nome con cui è conosciuta la cattedrale della Beata Vergine Maria (in russo Собора Пресвятой Богородицы?, Sobora Presvjatoj Bogorodicy), è una chiesa di Nižnij Novgorod, in Russia. Costruita su impulso del facoltoso uomo politico Grigorij Dimitrievič Stroganov, essa è in ragione di ciò legata alla famiglia degli Stroganovy e rappresenta uno degli esempi più chiari del cosiddetto "Barocco Stroganov".

## Storia e descrizione

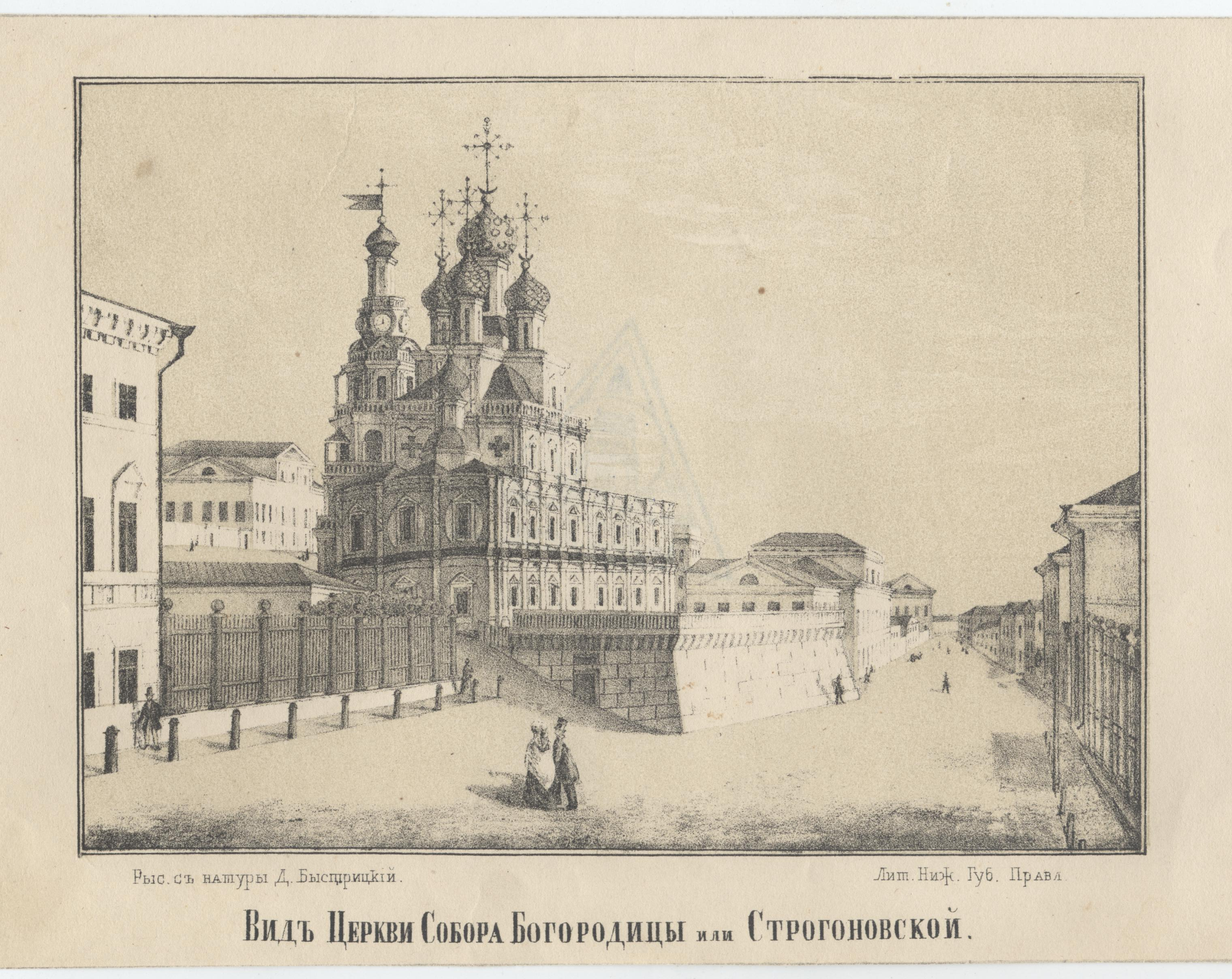
Chiesa della Natività in una cartolina del XIX secolo

La costruzione dell'edificio ebbe inizio nel 1696, due anni dopo la consacrazione della chiesa della Madonna di Smolensk. Nel 1701 la quasi completata costruzione subì un incendio e risultò necessario riavviare i lavori. Nel 1719 la chiesa fu finalmente consacrata dall'arcivescovo di Nižnij Novgorod Pitirim. Dal 1722 al 1725 rimase chiusa per ordine di Pietro il Grande. Nel corso del XVIII secolo subì ben tre incendi (nel 1768, nel 1782 e nel 1788).
Tra il 1807 ed il 1812 la chiesa fu restaurata su iniziativa di Aleksandr Sergeevič Stroganov. Negli anni a seguire l'edificio fu nuovamente oggetto di interventi architettonici, tra cui i più importanti riguardano il campanile e la pittura delle coloratissime cupole, simili a quelle della cattedrale di San Basilio di Mosca. Tra il 1820 ed il 1823 anche il celebre ingegnere spagnolo Agustín de Betancourt fu impegnato nei restauri della chiesa.
Nel 1913 l'edificio fu oggetto di un nuovo restauro che interessò anche gli interni della chiesa. Tuttavia, l'avvento dei sovietici al potere mise in pericolo l'esistenza stessa della struttura. La prevista demolizione fu evitata solo grazie all'intervento di un religioso che, raccogliendo vari documenti storici, riuscì a dimostrare il valore architettonico dell'edificio, considerato una delle maggiori espressioni del Barocco Stroganov.
Chiusa al culto negli anni trenta, la chiesa fu riconsacrata il 3 giugno 1993. Il 23 luglio 2008 il premier russo Vladimir Putin ha restituito all'eparchia di Nižnij Novgorod e Arzamas un'icona della Resurrezione, rubata dalla chiesa della Natività nel 2004. L'icona rubata era stata precedentemente comprata da un collezionista in Estonia nel 2007 e quindi consegnata alle autorità russe. La chiesa ospita anche altre importanti icone, tra cui quelle di San Nicola, di San Serafino di Sarov e di San Filarete.

## Galleria d'immagini

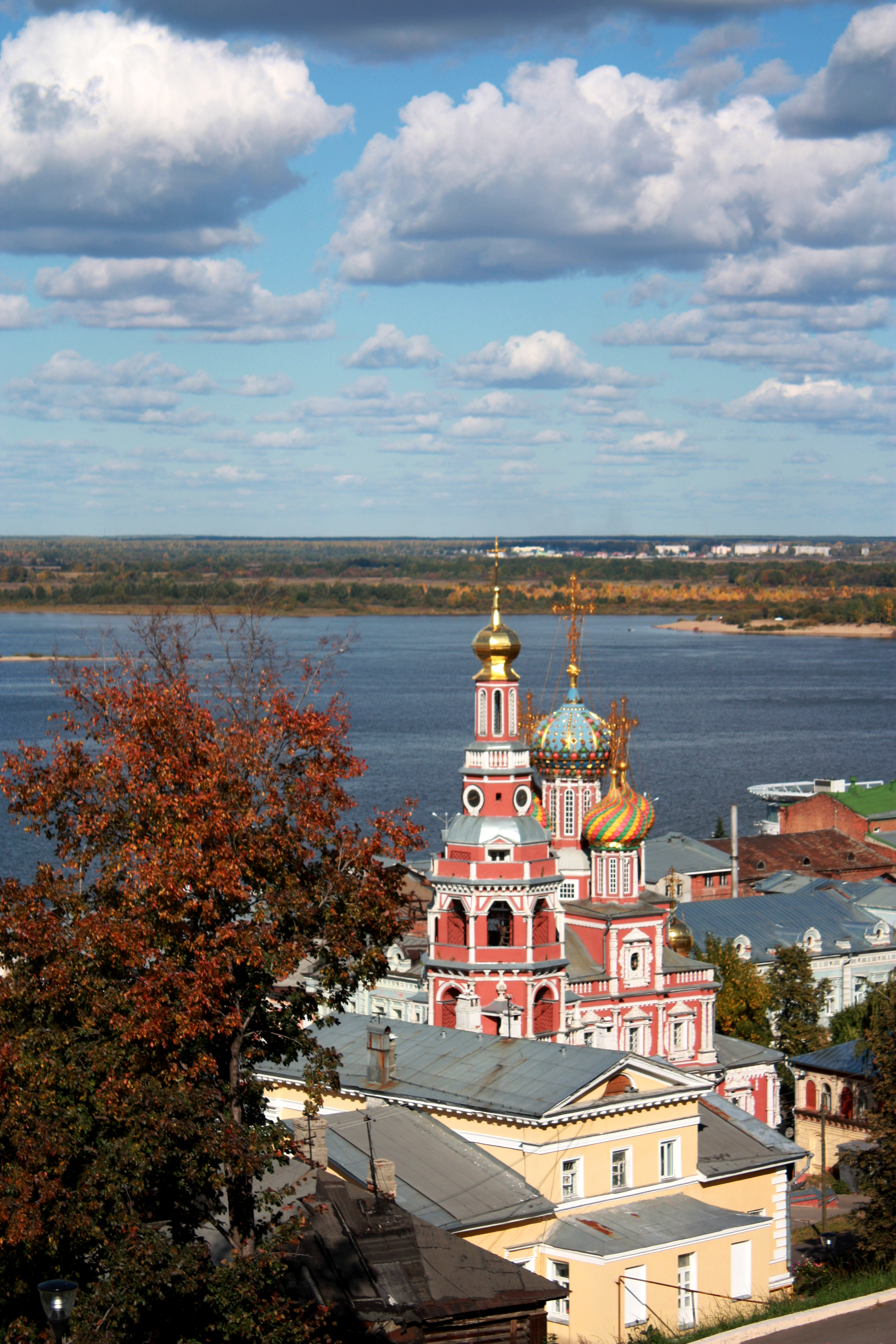
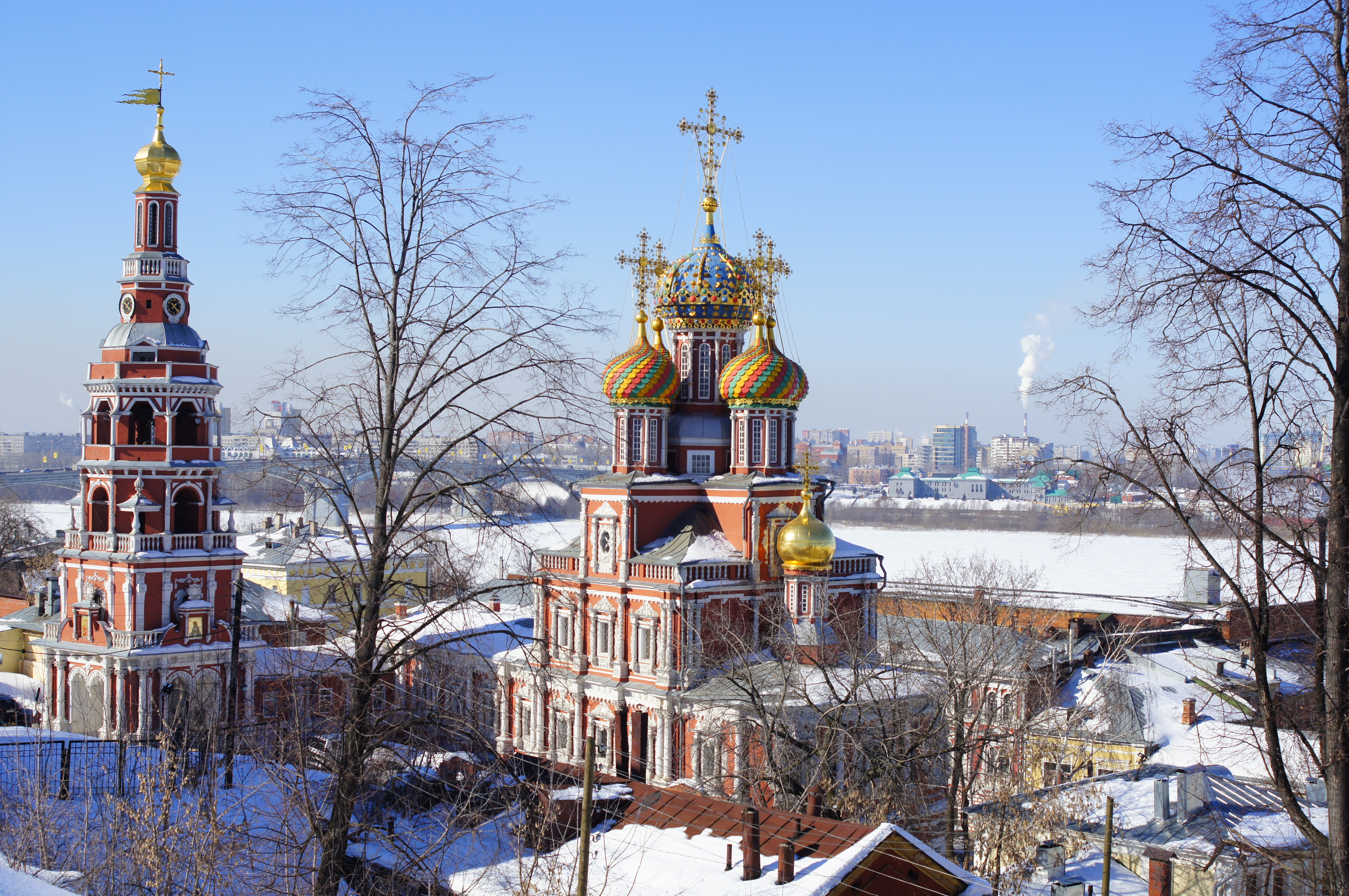
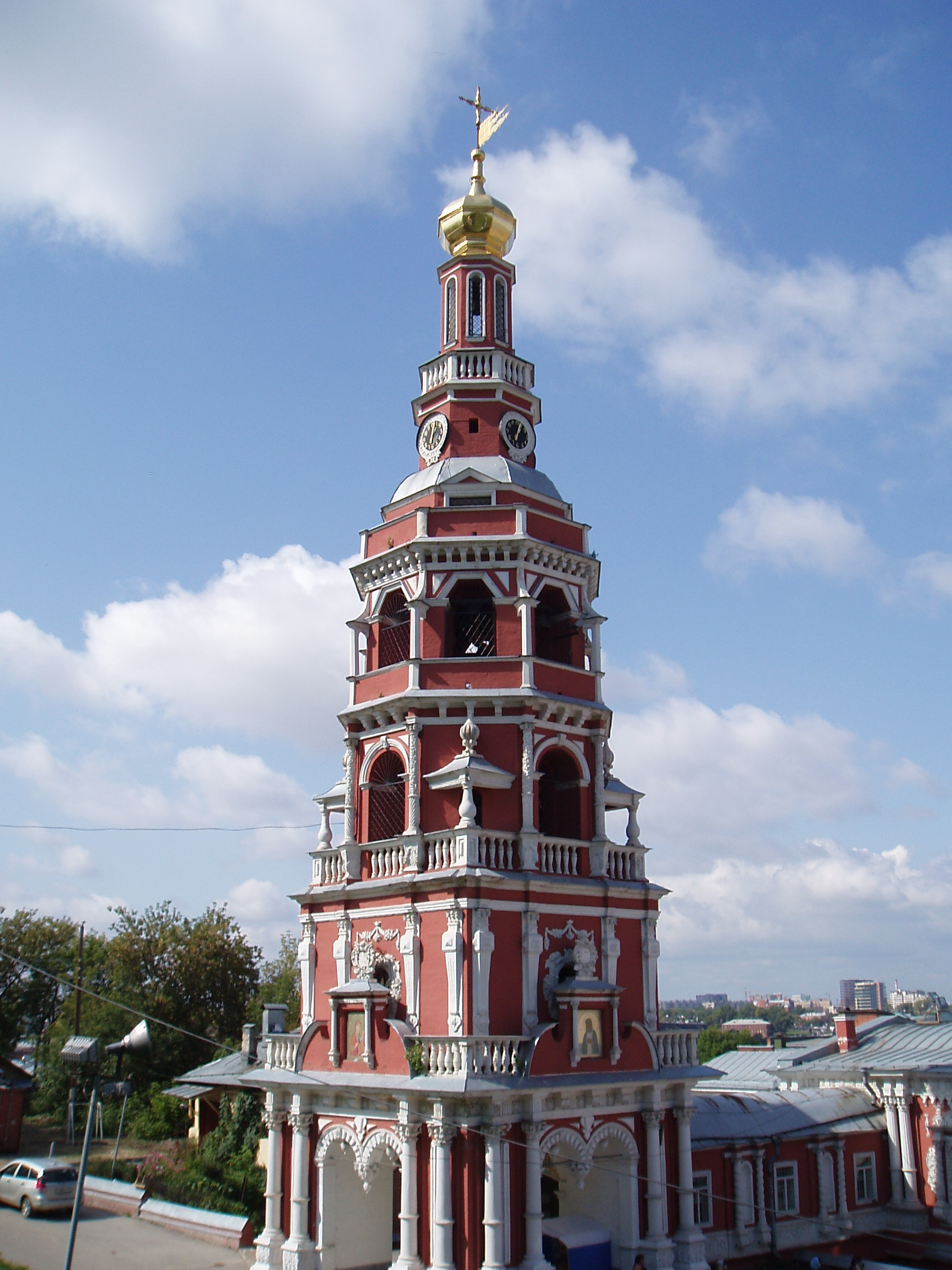
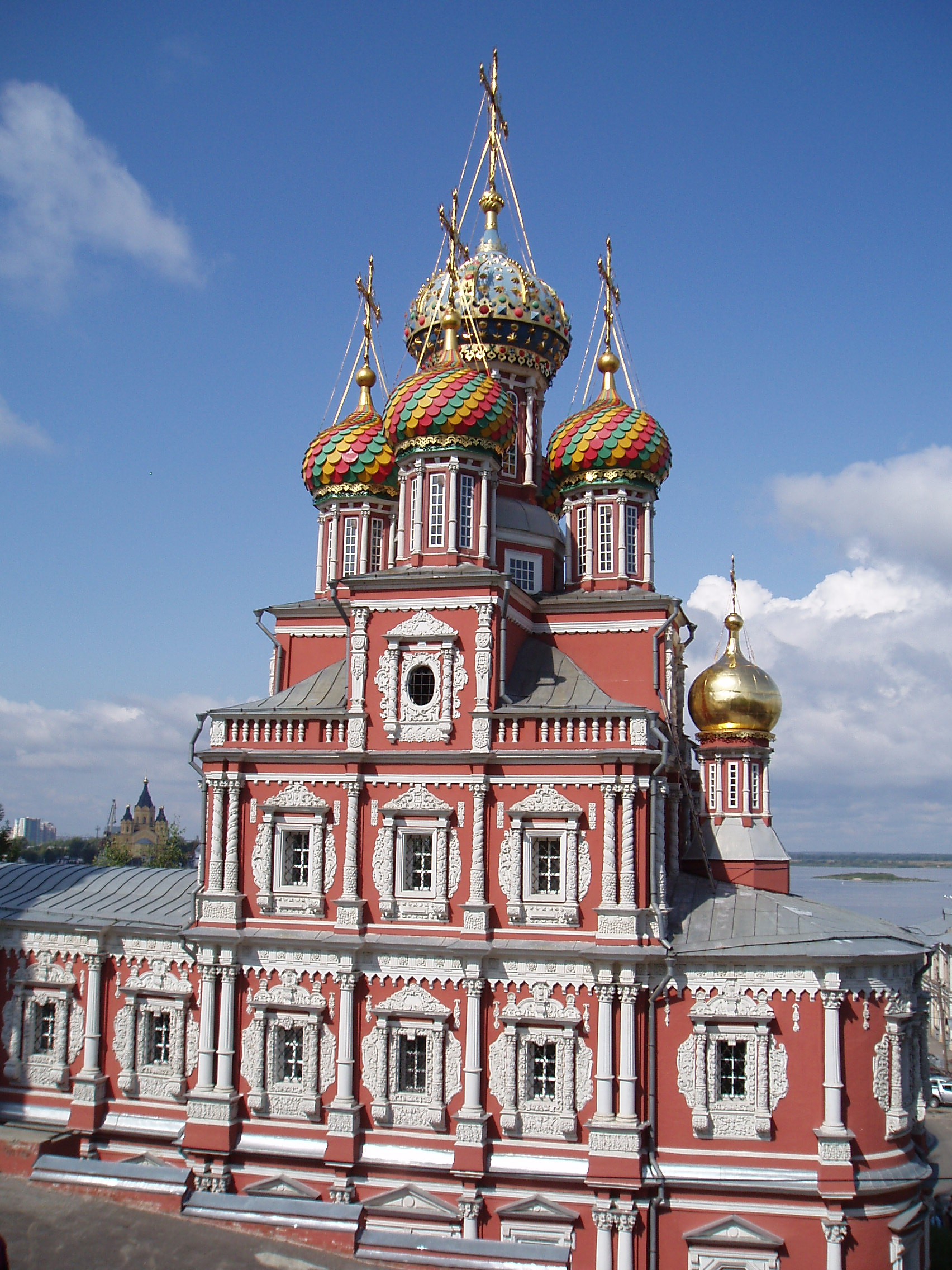
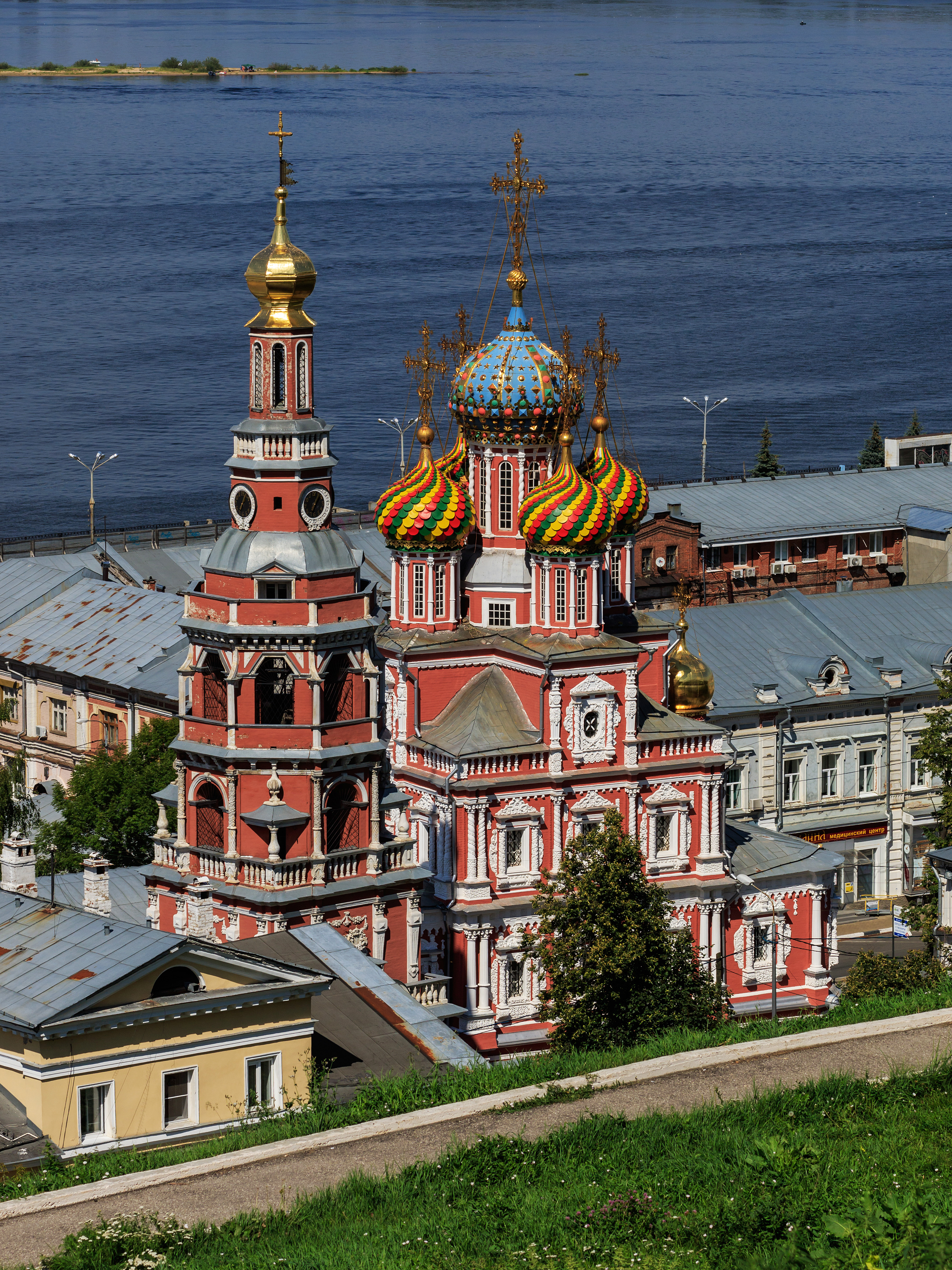
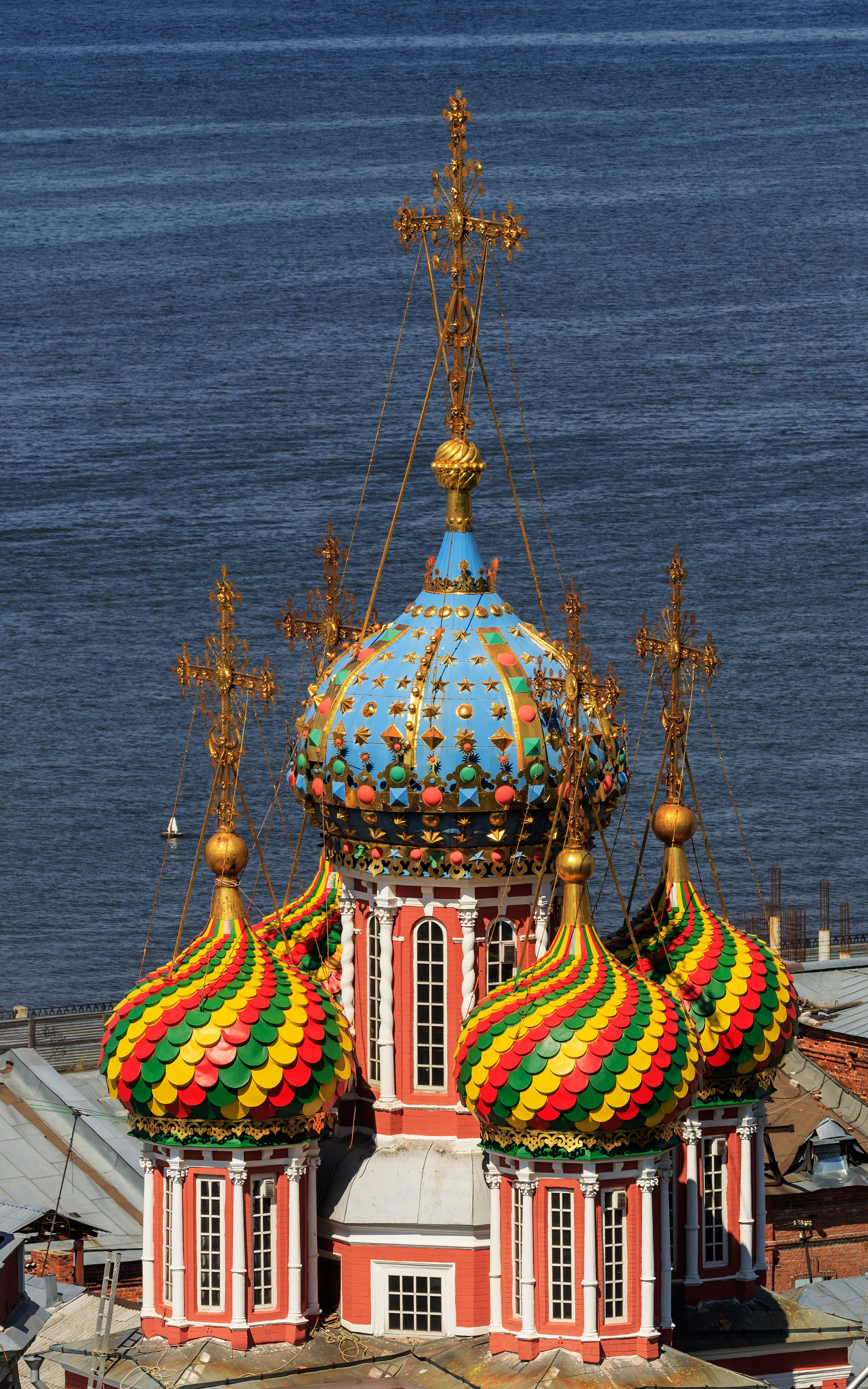
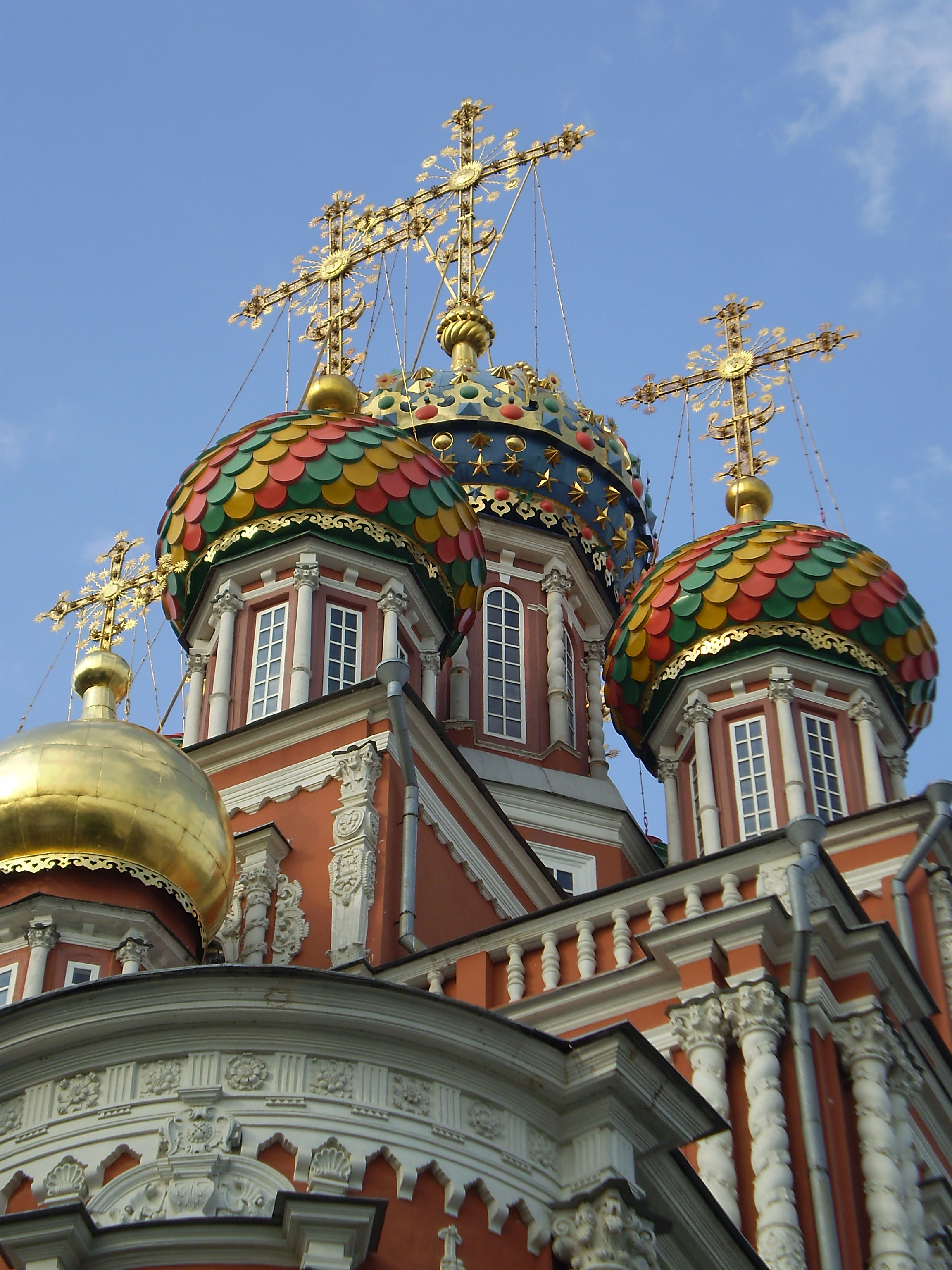
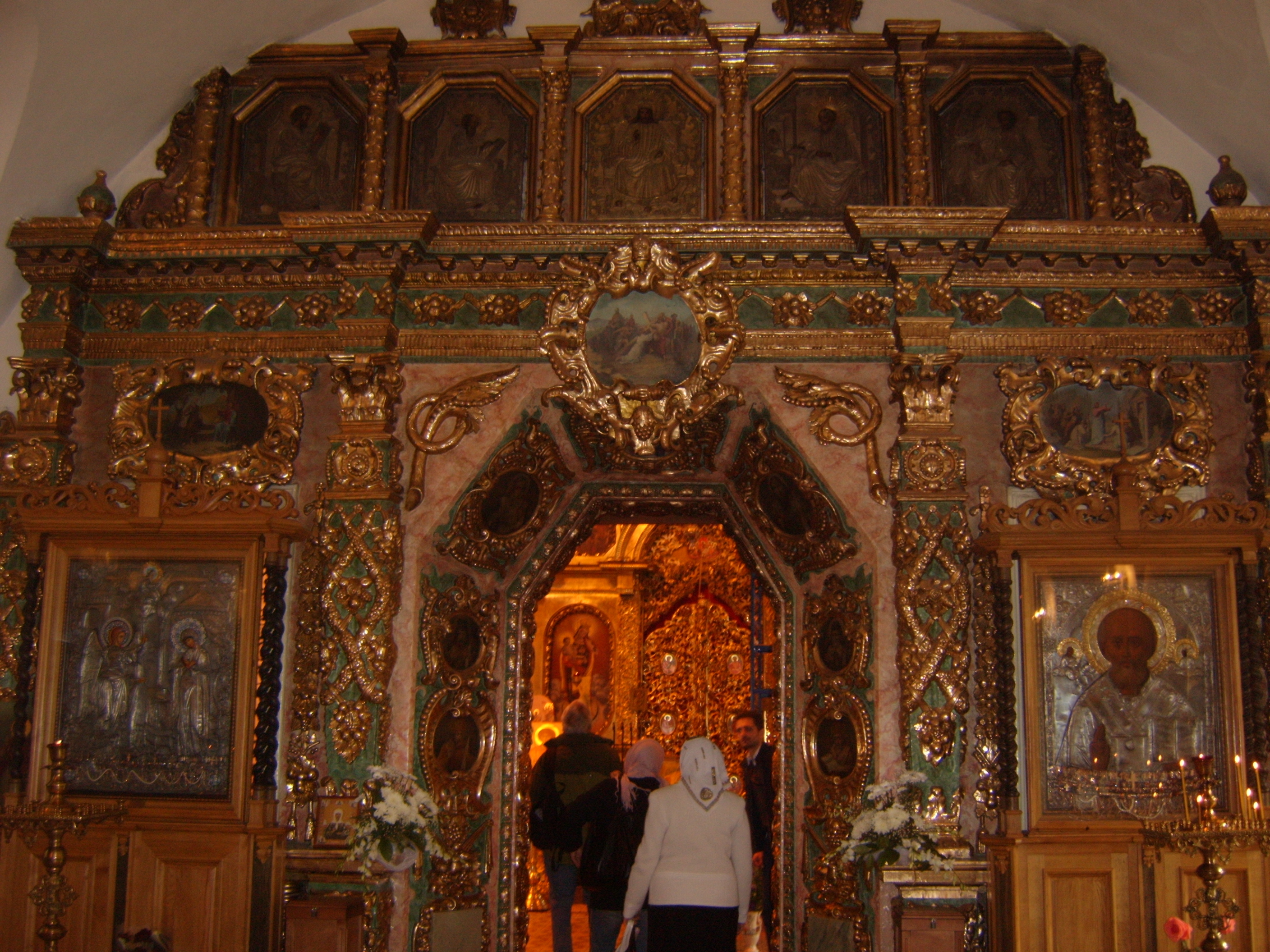